# Draško Mrvaljević
Draško Mrvaljević (serbisch-kyrillisch Драшко Мрваљевић; * 17. November 1979 in Cetinje, SR Montenegro, SFR Jugoslawien) ist ein ehemaliger montenegrinischer Handballspieler. Er ist 1,92 m groß und wiegt 110 kg.
Mrvaljević, der für Maccabi Rehovot in Israel spielte und Kapitän der montenegrinischen Handballnationalmannschaft war, wurde meist auf der Rückraummitte eingesetzt.

## Karriere
Draško Mrvaljević begann beim RK Lovćen Cetinje in seiner Heimatstadt mit dem Handballspiel. Dort debütierte er auch in der ersten serbisch-montenegrinischen Liga und gewann 2000 die nationale Meisterschaft. Daraufhin wechselte er zum RK Sintelon, wo er drei Jahre blieb. 2003 ging er erstmals ins Ausland, nämlich in die spanische Liga ASOBAL: Zuerst für zwei Jahre zu SD Teucro, dann zwei weitere Jahre zu BM Torrevieja. Dort blieb er weitestgehend erfolglos, so dass er 2007 beim RK Koper in Slowenien anheuerte. Als dort die Gehälter reduziert werden mussten, wurde sein Vertrag aufgelöst. Nachdem er zunächst ohne Verein geblieben war, wurde er Anfang September 2009 von Frisch Auf Göppingen für ein Jahr als Ersatz für Pavel Horák verpflichtet, der sich einen Kreuzbandriss zugezogen hatte. Mit Göppingen gewann er 2011 und 2012 den EHF-Pokal.
Zur Saison 2012/13 wechselte er zum österreichischen Erstligisten Bregenz Handball. Im September 2013 wurde sein Vertrag mit Bregenz aufgelöst. Im Oktober 2013 schloss er sich dem deutschen Verein GWD Minden an. Im Oktober 2014 verließ er Minden. Danach war er bis Mai 2015 in Israel für Hapoel Rishon LeZion aktiv, mit dem er sowohl die israelische Meisterschaft als auch den Pokalwettbewerb gewann. Im August 2015 verpflichtete ihn die SG Pforzheim/Eutingen aus der Oberliga. Nach einem Jahr wechselte Mrvaljević erneut nach Israel. Dieses Mal zu Maccabi Rehovot.
Draško Mrvaljević hatte schon Länderspiele für die Handballnationalmannschaft des ehemaligen Serbien-Montenegro bestritten, als er 2006 die montenegrinische Staatsbürgerschaft annahm. Seitdem spielt er für die neu gegründete montenegrinische Männer-Handballnationalmannschaft. Mit dieser nahm er auch an der Handball-Europameisterschaft 2008 in Norwegen teil.